# Leon Dai
Leon Dai est un acteur et réalisateur taïwanais, né le 27 juillet 1966 dans le comté de Taitung.

## Biographie
Leon Dai est né en 1966 dans le comté de Taitung.
Dans les années 1990, il commence sa carrière en tant qu'acteur et, en 1999, remporte le prix du meilleur second rôle masculin aux Golden Horse Film Festival and Awards. Il joue essentiellement des seconds rôles dans des films taïwanais à succès, mais c'est en tant que réalisateur qu'il obtient son plus grand succès avec le film No puedo vivir sin ti (en) (2009) pour lequel il a remporté le prix du meilleur réalisateur au Golden Horse Film Festival et qui a aussi remporté le Cyclo d'or au Festival international des cinémas d'Asie de Vesoul 2010.

## Filmographie

### En tant qu'acteur
- 1997 : Sweet Degeneration : Ah-hai
- 1999 : March of Happiness (en) : Zhan Tian-ma
- 1999 : Tempting Heart : Ho-jun
- 2000 : Ye ben : Huang Zilei
- 2001 : Betelnut Beauty : Petit Tigre
- 2002 : Double Vision : Li Feng-bo
- 2006 : The Hospital (série TV) : Qiu Qing Cheng
- 2008 : Parking de Chung Mong-Hong : Pimp
- 2010 : Le Quatrième Portrait de Chung Mong-Hong
- 2010 : Le Règne des assassins : Lian Sheng
- 2013 : Control (en) : Devil
- 2013 : Soul de Chung Mong-hong
- 2015 : The Final Master de Xu Haofeng
- 2016 : Godspeed de Chung Mong-hong
- 2020 : Ton nom en plein cœur (刻在你心底的名字) de Liu Kuang-hui : Chang A-Han, adulte
- 2023 : Wave Makers : Chao Chang-tse

### En tant que réalisateur
- 2002 : Toi bak man 9 chiu 5
- 2009 : No puedo vivir sin ti (en)